# Krone Friedrich Ludwigs, Prince of Wales

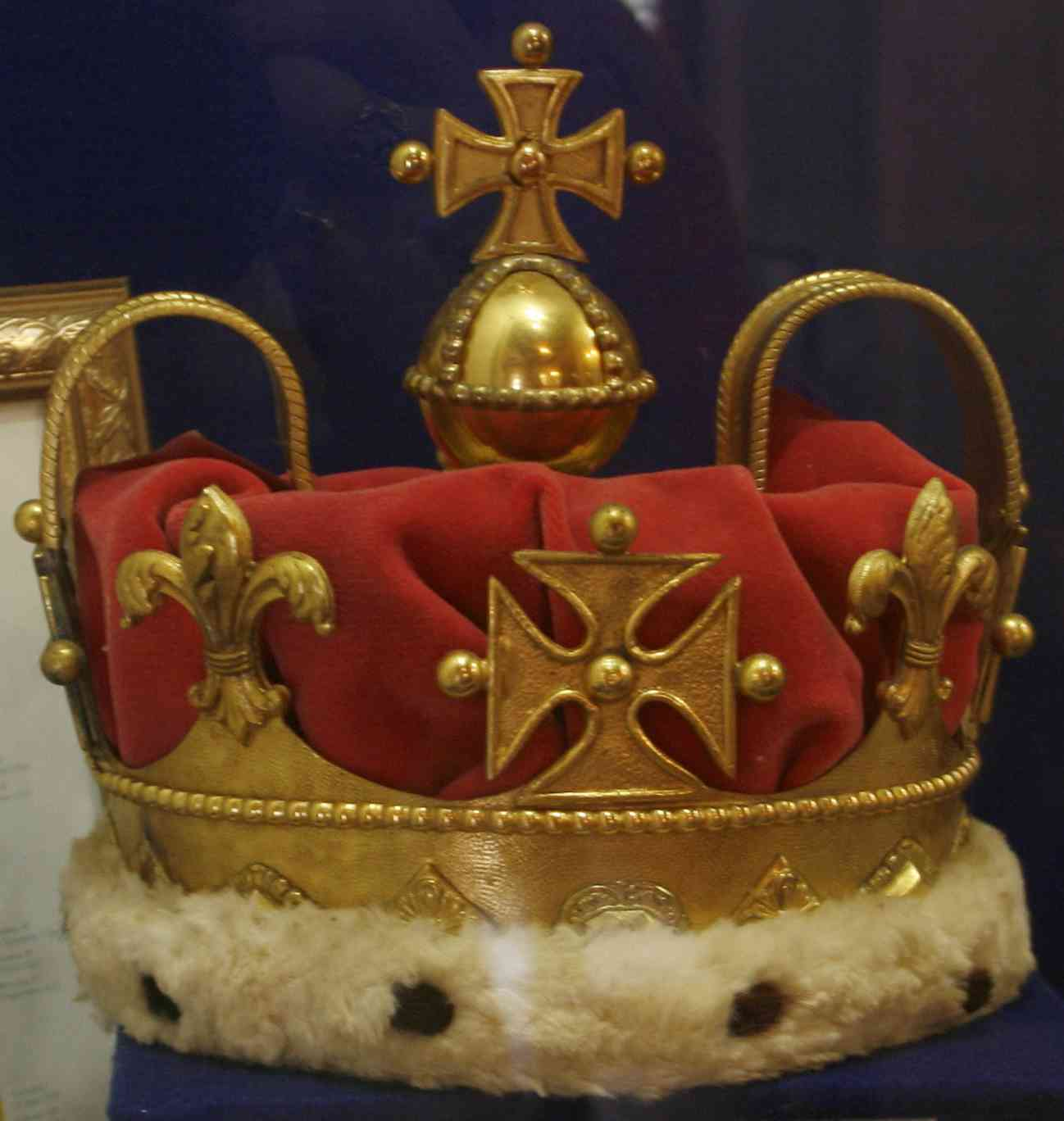
Krone Friedrich Ludwigs, Fürst von Wales (Nachbildung)

Die Krone Friedrich Ludwigs, Fürsten von Wales (engl. Coronet of Frederick, Prince of Wales) ist eine 1728 für Friedrich Ludwig von Hannover, Kronprinz und Sohn König Georgs II. von Großbritannien hergestellte Krone (engl. coronet). Wahrscheinlich wurde sie von dem königlichen Goldschmied Samuel Shales für 140 Pfund und 5 Schillinge hergestellt, das entspricht etwa 12.000 £ heute. Sie weist einen einzigen, durchgängigen Bügel bzw. zwei Halbbügel mit einem Reichsapfel auf. Diese Form wird nur von den jeweiligen Princes of Wales getragen. Dies stellt keine Nachahmung der einbügeligen Krone römisch-deutscher Kaiser dar, sondern ergibt sich aus der Reduktion der Bügel der englischen Königskrone, die zwei Bügel bzw. vier Halbbügel besitzt.
Ob sie Friedrich Ludwig auch getragen hat, ist nicht bekannt. Er starb, bevor er den Thron erben konnte. Sowohl sein Sohn Georg III. als auch sein Enkel Georg. IV. trugen sie, als sie Kronprinzen und damit Princes of Wales waren. Nach dem 18. Jahrhundert wurde sie nicht mehr getragen, sondern dem jeweiligen Prince of Wales auf einem Kronkissen vorangetragen.
Sie wurde 1902 durch die Krone Georgs, Prince of Wales (später Georg V.) ersetzt. Sie fand Verwendung, wenn er seinen Platz im House of Lords einnahm, wo sie auf einem Kronkissen vor ihm platziert wurde. In ähnlicher Weise nutzten sie die folgenden Kronprinzen und Princes of Wales.
Zuletzt wurde die Krone von König Eduard VII. als Prince of Wales genutzt.